# Gneo Domizio Enobarbo (console 32)
Gneo Domizio Enobarbo (20-15 a.C. – Pyrgi, 40) è stato un politico romano, ricordato per essere stato marito di Agrippina minore e padre naturale di Nerone.

## Biografia

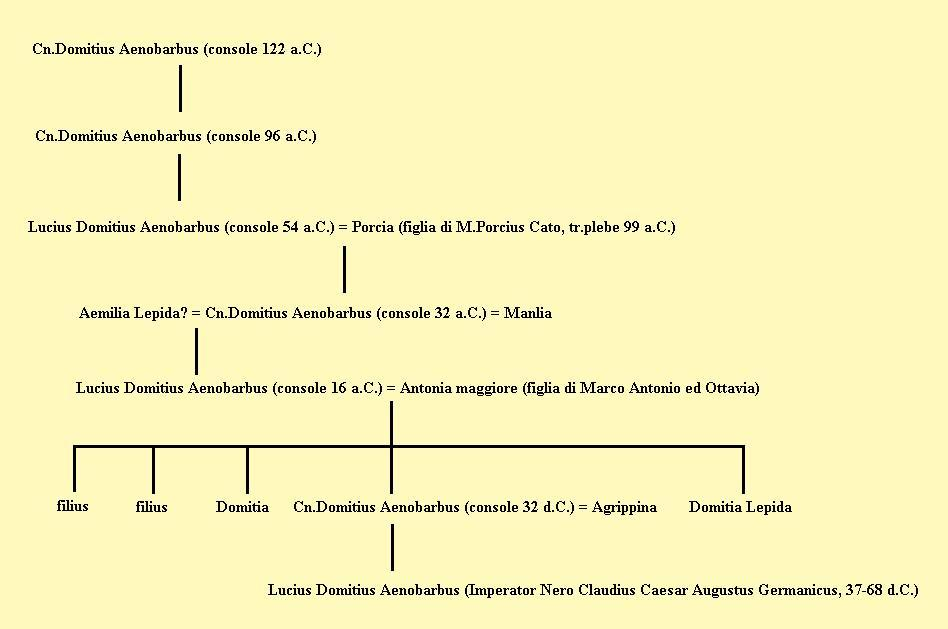
La famiglia degli Enobarbi della gens Domitia.

Fu console nel 32 d.C. assieme a Lucio Arrunzio Camillo Scriboniano.

Gneo Domizio era figlio di Lucio Domizio Enobarbo e di Antonia maggiore, figlia di Marco Antonio e di Ottavia, quindi un pronipote di Augusto. Non a caso fu rappresentato insieme ai genitori ed alla sorella, Domizia, sul fregio dell'Ara Pacis, in processione dietro ad Antonia minore e al marito Druso, figliastro dell'imperatore Augusto.
Nel 28 d.C. l'imperatore Tiberio lo fece sposare con Agrippina minore, la figlia di Germanico. Ebbe con lei un figlio, nato nel 37, Lucio Domizio Enobarbo, che in seguito divenne imperatore con il nome di Nerone. Nel 32 Domizio divenne, insolitamente per tutto l'anno, console ordinario. Nel 36 fu scelto per formare un comitato che potesse stimare i danni causati da un incendio a Roma.
Domizio non godette di una buona reputazione. Tra l'altro, fu accusato di aver travolto deliberatamente un bambino che giocava lungo la via Appia antica e di aver cavato un occhio a un cavaliere che lo criticava. Nel 37, coinvolto in un complotto di alto tradimento, a causa di una donna, una certa Albucilla, multorum amoribus famosa, riuscì a scampare all'esecuzione per la morte dell'imperatore Tiberio. Fu, inoltre, accusato di incesto con la sorella Domizia Lepida. Morì nel 40.
Seneca il vecchio lo menziona come un novilissimum virum, che prese a frequentare una scuola di declamazione, dopo aver costruito delle terme, nel suo palazzo, lungo la via Sacra.

## Ascendenza
|                        |                       |                               | Genitori            |  |  | Nonni |  |  | Bisnonni              |  |  | Trisnonni             |  |
|                        |                       |                               |                     |  |  |       |  |  | Gneo Domizio Enobarbo |  |  | Gneo Domizio Enobarbo |  |
|                        |                       |                               |                     |  |  |       |  |  | Gneo Domizio Enobarbo |  |  | Gneo Domizio Enobarbo |  |
|                        |                       | …                             |                     |  |  |       |  |  | Gneo Domizio Enobarbo |  |  |                       |  |
| Gneo Domizio Enobarbo  |                       |                               |                     |  |  |       |  |  | Gneo Domizio Enobarbo |  |  |                       |  |
|                        |                       | Porcia Catona                 | …                   |  |  |       |  |  |                       |  |  |                       |  |
|                        |                       | Porcia Catona                 | …                   |  |  |       |  |  |                       |  |  |                       |  |
|                        |                       | Porcia Catona                 | …                   |  |  |       |  |  |                       |  |  |                       |  |
| Lucio Domizio Enobarbo |                       | Porcia Catona                 |                     |  |  |       |  |  |                       |  |  |                       |  |
|                        |                       | Mamerco Emilio Lepido Liviano | Marco Livio Druso   |  |  |       |  |  |                       |  |  |                       |  |
|                        |                       | Mamerco Emilio Lepido Liviano | Marco Livio Druso   |  |  |       |  |  |                       |  |  |                       |  |
|                        |                       | Mamerco Emilio Lepido Liviano | Cornelia            |  |  |       |  |  |                       |  |  |                       |  |
| Emilia Lepida          |                       | Mamerco Emilio Lepido Liviano |                     |  |  |       |  |  |                       |  |  |                       |  |
|                        |                       | Cornelia Silla                | …                   |  |  |       |  |  |                       |  |  |                       |  |
|                        |                       | Cornelia Silla                | …                   |  |  |       |  |  |                       |  |  |                       |  |
|                        |                       | Cornelia Silla                | …                   |  |  |       |  |  |                       |  |  |                       |  |
| Gneo Domizio Enobarbo  |                       | Cornelia Silla                |                     |  |  |       |  |  |                       |  |  |                       |  |
|                        | Marco Antonio Cretico | Marco Antonio Oratore         |                     |  |  |       |  |  |                       |  |  |                       |  |
|                        | Marco Antonio Cretico | Marco Antonio Oratore         |                     |  |  |       |  |  |                       |  |  |                       |  |
|                        | Marco Antonio Cretico | …                             |                     |  |  |       |  |  |                       |  |  |                       |  |
| Marco Antonio          | Marco Antonio Cretico |                               |                     |  |  |       |  |  |                       |  |  |                       |  |
|                        |                       | Giulia Antonia                | Lucio Giulio Cesare |  |  |       |  |  |                       |  |  |                       |  |
|                        |                       | Giulia Antonia                | Lucio Giulio Cesare |  |  |       |  |  |                       |  |  |                       |  |
|                        |                       | Giulia Antonia                | Fulvia              |  |  |       |  |  |                       |  |  |                       |  |
| Antonia maggiore       |                       | Giulia Antonia                |                     |  |  |       |  |  |                       |  |  |                       |  |
|                        |                       | Gaio Ottavio                  | …                   |  |  |       |  |  |                       |  |  |                       |  |
|                        |                       | Gaio Ottavio                  | …                   |  |  |       |  |  |                       |  |  |                       |  |
|                        |                       | Gaio Ottavio                  | …                   |  |  |       |  |  |                       |  |  |                       |  |
| Ottavia minore         |                       | Gaio Ottavio                  |                     |  |  |       |  |  |                       |  |  |                       |  |
|                        |                       | Azia maggiore                 | Marco Azio Balbo    |  |  |       |  |  |                       |  |  |                       |  |
|                        |                       | Azia maggiore                 | Marco Azio Balbo    |  |  |       |  |  |                       |  |  |                       |  |
|                        |                       | Azia maggiore                 | Giulia minore       |  |  |       |  |  |                       |  |  |                       |  |
|                        |                       | Azia maggiore                 |                     |  |  |       |  |  |                       |  |  |                       |  |